# Línea 108 (Corrientes)
La Línea 108 es una línea de transporte urbano de pasajeros de la ciudad de Corrientes, Argentina. 
El servicio está actualmente operado por la empresa Transporte San Lorenzo S.A. U.T.E del Grupo ERSA.

## Recorridos

### 108

#### Ramal A-B
- IDA: Av. Cangallo - Av. Pte. Frondizi - Loreto - José Ignacio Añasco - Cuba - Av. Pte. Frondizi - Av. Bicentenario De La Patria - Av. Medrano - Larrea - Av. Wenceslao Domínguez - Av. Cazadores Correntinos - Av. Juan Ramón Vidal - Av. Chacabuco - Av. Armenia - Av. Gobernador Ruíz - Av. Juan Pujol - Av. Juan Torres de Vera - Puerto.
- VUELTA: Av. Costanera - Tucumán - 9 de Julio - Salta - San Martín - Don Bosco - Av. 3 de Abril - Dr. Esio Ariel Silveira - Lavalle - José Ramón Vidal - Necochea - Pio XXI - Av. 3 de Abril - La Rioja - Av. Juan Torres de Vera - Av. Juan Pujol - Av. Ayacucho - Av. Chacabuco - Av. Juan Ramón Vidal - Av. Cazadores Correntinos - Av. Wenceslao Domínguez - Pitágoras - Av. Medrano - Av. Bicentenario De La Patria - Av. Pte. Frondizi - Cuba - José Ignacio Añasco - Loreto - Av. Pte. Frondizi - Av. Cangallo.

#### Ramal C
- IDA: Ramos Mejía - Av. Cangallo - Av. Pte. Frondizi - Guayquiraró - Silvina Ocampo hasta Victoria Ocampo - Silvina Ocampo - Guayquiraró - Av. Pte. Frondizi - Cuba - Picasso - Ex Vías - Av. Juan Ramón Vidal - Av. Pedro Ferré - Av. Artigas - Av. Juan Pujol - Carlos Pellegrini.
- VUELTA: Salta - Hipólito Yrigoyen - La Rioja - 9 de Julio - Roca - Av. Juan Pujol - Av. Artigas - Av. Pedro Ferré - Av. Juan Ramón Vidal - Ex Vías - Picasso - Cuba - Teresa De Calcuta - Loreto - Av. Pte. Frondizi - Av. Cangallo - Ramos Mejía.